# 因凡塔多村
因凡塔多村，是西班牙卡斯蒂利亚-拉曼恰昆卡省的一个市镇。总面积22平方公里，总人口44人（2001年），人口密度2人/平方公里。